# Teofila
A Teofila név a Teofil női párja.

## Gyakorisága
Az 1990-es években szórványos név, a 2000-es években nem szerepel a 100 leggyakoribb női név között.

## Névnapok
- május 21.[2]
- június 17.[2]
- december 28.[2]